# František Řezáč
František Řezáč (1 de janeiro de 1943) é um ex-ciclista olímpico tchecoslovaco. Representou sua nação em duas edições dos Jogos Olímpicos: Tóquio 1964 e Cidade do México 1968.